# Sierra Burgess è una sfigata
Sierra Burgess è una sfigata (Sierra Burgess Is a Loser) è un film del 2018 diretto da Ian Samuels e scritto da Lindsey Beer.
Il film è una rivisitazione in chiave moderna di Cyrano de Bergerac ed è interpretato da Shannon Purser, RJ Cyler, Noah Centineo, Will Peltz, Kristine Froseth, Lea Thompson e Alan Ruck.

## Trama
Sierra Burgess ha diciassette anni ed è al suo ultimo anno di liceo, dove è stata costantemente emarginata per il suo stile, il suo peso e la sua personalità insicura e impacciata. Ha un solo migliore amico: Dan, che la sostiene e le dà conforto. Quando Jamie, capitano della squadra di football, chiede il numero di telefono a Veronica, cheerleader e reginetta della scuola; quest'ultima, non volendo frequentare il ragazzo, gli dà il recapito telefonico di Sierra.
Quella sera stessa, Jamie scrive a Sierra (credendo di parlare con Veronica) e Sierra sta al gioco. Dopo vari giorni, tra chiamate e messaggi, Sierra scopre che Jamie crede che lei sia Veronica e così la ragazza propone un accordo all'arrogante cheerleader: Sierra aiuterà Veronica a studiare e a renderla più intelligente (per riconquistare l'ex della ragazza) ed in cambio, Veronica sarà complice di Sierra per la questione con Jamie.
Il rapporto, inizialmente ostile tra Sierra e Veronica, col tempo cresce fino a tramutarsi in una profonda e grande amicizia: Sierra scoprirà che Veronica si sforza di essere perfetta fisicamente per compiacere la sua obesa madre, che le sue sorelline gemelle la scherniscono e il padre ha lasciato lei e la sua famiglia. Mentre Veronica capirà che Sierra non è una sfigata come lei la definiva, ma anzi, una ragazza forte e intelligente.
Jamie continua a vivere nell'inganno delle due ragazze e le cose iniziano a complicarsi quando l'ex ragazzo di Veronica la usa per poi lasciarla nuovamente e Jamie inizia ad avere dei sospetti. Il giorno di un'importante partita Sierra vede Veronica baciare Jamie (quando invece era stato Jamie a baciarla), delusa e ferita hackera il profilo di Veronica e diffonde una foto dove bacia il suo ex per umiliarla davanti a tutti, la fotografia verrà resa pubblica sullo schermo del campo durante la partita.
Jamie scopre il doppio gioco di Sierra e Veronica, e sconvolto e deluso chiude i rapporti con entrambe mentre Sierra paga le conseguenze del suo errore, rimanendo da sola. Il periodo di solitudine le darà ispirazione per scrivere una canzone che diventerà vitale: Sunflower.
La sera del ballo scolastico, Sierra riceve una visita a sorpresa da Jamie che la perdona e i due si mettono insieme, arrivati alla festa, anche Veronica perdona Sierra, insieme a Dan e il film si conclude con un abbraccio di loro tre.

## Produzione

### Sviluppo
Il film è stato annunciato per la prima volta nel settembre 2016 come rivisitazione moderna di Cyrano de Bergerac, con la regia di Ian Samuels, la sceneggiatura di Lindsey Beer (Chaos Walking) e con Ben Hardy nel ruolo di protagonista maschile. Nello stesso annuncio, è stato rivelato che Molly Smith e Thad Luckinbill (Sicario, La La Land) avrebbero prodotto il film, insieme alla Beer. Il 18 gennaio 2018, Netflix, acquistò i diritti del film.

### Casting
Il primo ad entrare nel cast del film è stato RJ Cyler, nel dicembre 2016, seguito, il 5 gennaio 2017 da Shannon Purser. Il giorno seguente, si unì al cast Kristine Froseth, nel ruolo di Veronica, seguita lo stesso mese da Will Peltz. Il 1º febbraio 2017, Noah Centineo è stato scelto come protagonista maschile, subentrando a Ben Hardy, precedentemente assegnato al ruolo. Sempre nel febbraio 2017, Lea Thompson e Alan Ruck si unirono al film nei ruoli dei genitori di Sierra.

## Colonna sonora
Nel luglio 2017, il cantautore e musicista Leland annunciò di aver completato la colonna sonora per il film insieme a Bram Inscore. Inoltre, ha anche rivelato che la coppia ha co-scritto due canzoni: una con Troye Sivan e Allie X che saranno presenti nel film e una scritta insieme a Lindsey Beer, intitolata Sunflower e cantata da Shannon Purser.

## Promozione
Il trailer italiano ufficiale del film è stato pubblicato sul canale YouTube di Netflix, l'11 luglio 2018.

## Distribuzione
Il film è stato distribuito su Netflix il 7 settembre 2018.